# Vongnes

Vongnes este o comună în departamentul Ain din estul Franței.